# Na dwa spusty
Na dwa spusty (fr. À double tour) – francuski dramat filmowy z 1959 roku w reżyserii Claude'a Chabrola, do którego scenariusz napisał Paul Gégauff na podstawie powieści Stanleya Ellina.

## Opis fabuły
Treścią filmu jest morderstwo na pokojówce Ledzie, kochance bogatego winiarza Henriego Marcoux (Jacques Dacqmine). Żona winiarza (Madeleine Robinson) oraz policja uważają, że mordercą był mleczarz Roger, przyjaciel pokojówki, ale narzeczony córki Marcoux, Laszlo Kovacs (Jean-Paul Belmondo), który jest świadomy zepsucia w rodzinie, nie zgadza się z nimi.

## Nagrody
Za swoją rolę w filmie Madeleine Robinson otrzymała Puchar Volpiego dla najlepszej aktorki na 20. MFF w Wenecji.